# The Tear Garden
The Tear Garden es una banda psicodélica y experimental, formada en 1985 por Edward Ka-Spel (The Legendary Pink Dots) y cEvin Key (Skinny Puppy).
El primer disco The Tear Garden fue escrito y grabado por el dúo, pero los siguientes Tired Eyes Slowly Burning (1987) y The Last Man to Fly (1992) contaron con la participación de integrantes de Skinny Puppy y The Legendary Pink Dots.
Luego de la disolución de Skinny Puppy grabaron To Be an Angel Blind, The Crippled Soul (1996) y Crystal Mass (2000).
En los últimos años Tear Garden volvió a su alineación original, limitándose a cEvin Key y Edward Ka-Spel, y produciendo discos con un carácter más electrónico y experimental.
La banda jamás ha salido de gira. Su única presentación en vivo tuvo lugar en 1988 cuando Key y Ka-Spel tocaron "The Centre Bullet" en el marco de una gira de Skinny Puppy que tuvo a Ka-Spel como acto soporte. Legendary Pink Dots ha tocado regularmente en sus presentaciones en vivo "Isis Veiled" de "The Last Man to Fly".

## Discografía
- Tired Eyes Slowly Burning (1987)

- The Last Man To Fly (1992)

- To Be An Angel Blind, The Crippled Soul Divide (1996)

- Crystal Mass (2000)

- The Secret Experiment (2007)

- Have A Nice Trip (2009)

- Datos: Q4051320